# Barrett REC7
Das Barrett REC7 (REC steht für eng. reliability-enhanced carbine: „Karabiner mit gesteigerter Zuverlässigkeit“) ist ein Sturmgewehr des Unternehmens Barrett Firearms Manufacturing, Inc. Es wurde als möglicher Ersatz für die zurzeit als Ordonnanzwaffe der US-Streitkräfte dienenden Sturmgewehre des Typs M16 und M4 entwickelt.

## Entwicklung
Das REC7 ist nicht vollständig neu entwickelt, sondern die Waffe nutzt den Schaft, die Abzugsgruppe und den Kolben des M4. Es ist zudem eine Weiterentwicklung des Barrett M468, das nach dem Abbruch des XM8-Projektes entwickelt wurde. Das M468 hat noch eine direkte Gasabnahme (engl. direct impingement), wie es auch bei der M16/M4-Familie der Fall ist, ist aber ansonsten baugleich mit dem REC7. Das als Gasdrucklader konzipierte REC7 verwendet keine direkte Gasabnahme mehr, sondern ein Gaskolbenantriebssystem ähnlich dem beim HK G36 verwendeten System. Durch diese indirekte Gasabnahme gelangen deutlich weniger Verbrennungsrückstände und Wärme ins Patronenlager, was dort zu geringerer Verschmutzung, Korrosion und Wärmeentwicklung führt (siehe dazu: Zuverlässigkeit des M16). Durch diese Umstände wird insgesamt die Zuverlässigkeit und die Sicherheit der Waffe erhöht, so wird zum Beispiel die Wahrscheinlichkeit, dass es zu einem Cook off kommt, verringert. Für den Umbau kann die gesamte obere Baugruppe eines M4, also der Verschluss, der Lauf mit dem Gasabnahmesystem, das Patronenlager, der Handschutz und die Zieloptik gegen die entsprechende Baugruppe des REC7 ausgetauscht werden. Dadurch könnte der aktuelle Bestand der US-Streitkräfte an Sturmgewehren des Typs M4 relativ einfach umgerüstet werden. Nach dem Umbau kann das Gewehr die neu entwickelte Patrone im Kaliber 6,8 mm Remington SPC verschießen. Deren Projektil erreicht im Vergleich zu dem des bisher verwendete Kalibers 5,56 × 45 mm NATO eine größere Mannstoppwirkung im Ziel und durch die größere Rasanz auch eine höhere Reichweite.